# تيمور شاه خان
تيمور شاه خان (تیمور شاه خان) أو تيمور كان حاكم خانية جغتاي في عام 1358م. مات في عام 1358م. بعد موته خلفه تغلق تيمور.